# Corbeyrier

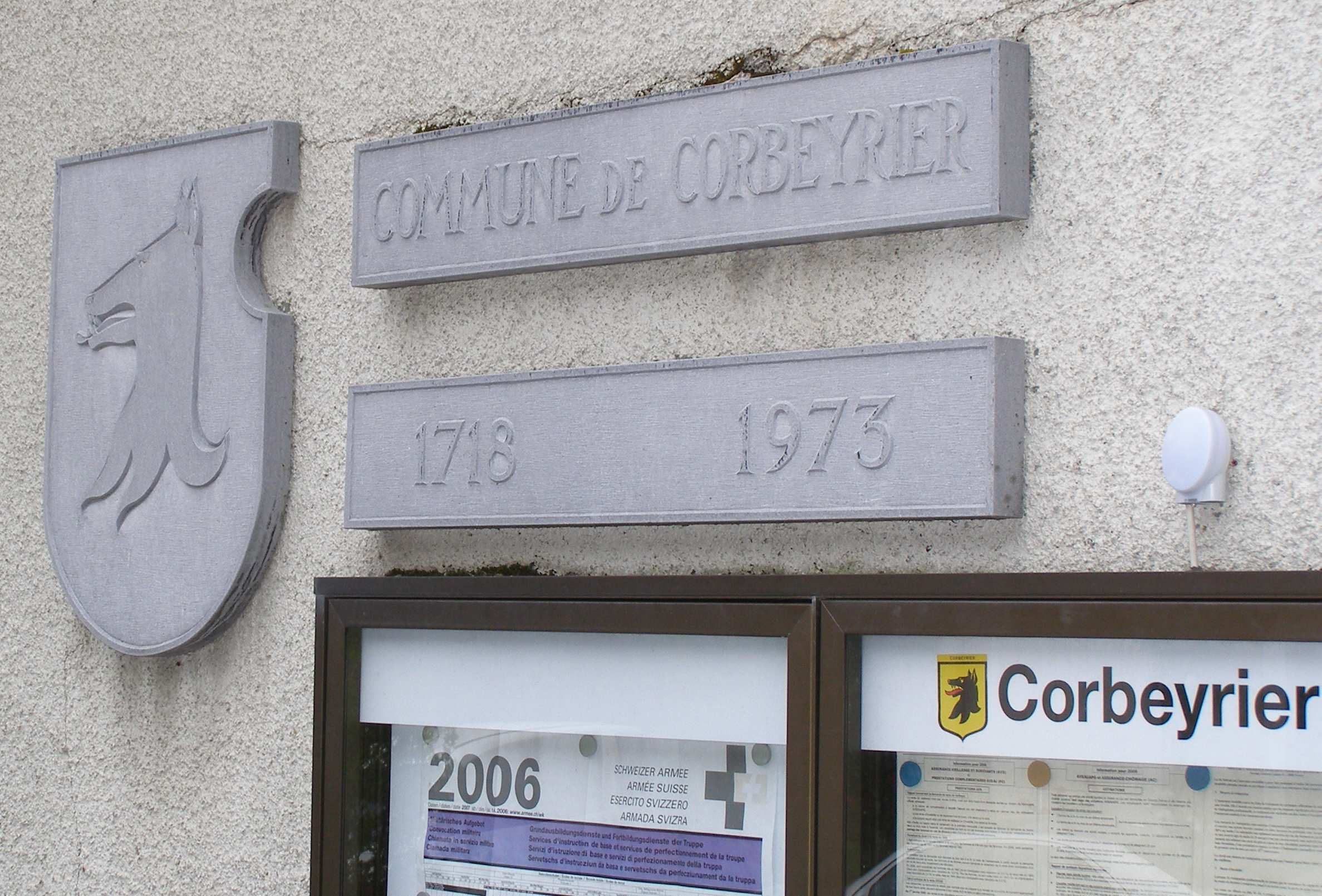

Corbeyrier este un oraș din Cantonul Vaud, Elveția. 